# Viola prionantha
Viola prionantha là một loài thực vật có hoa trong họ Hoa tím. Loài này được Bunge miêu tả khoa học đầu tiên năm 1835.

## Hình ảnh

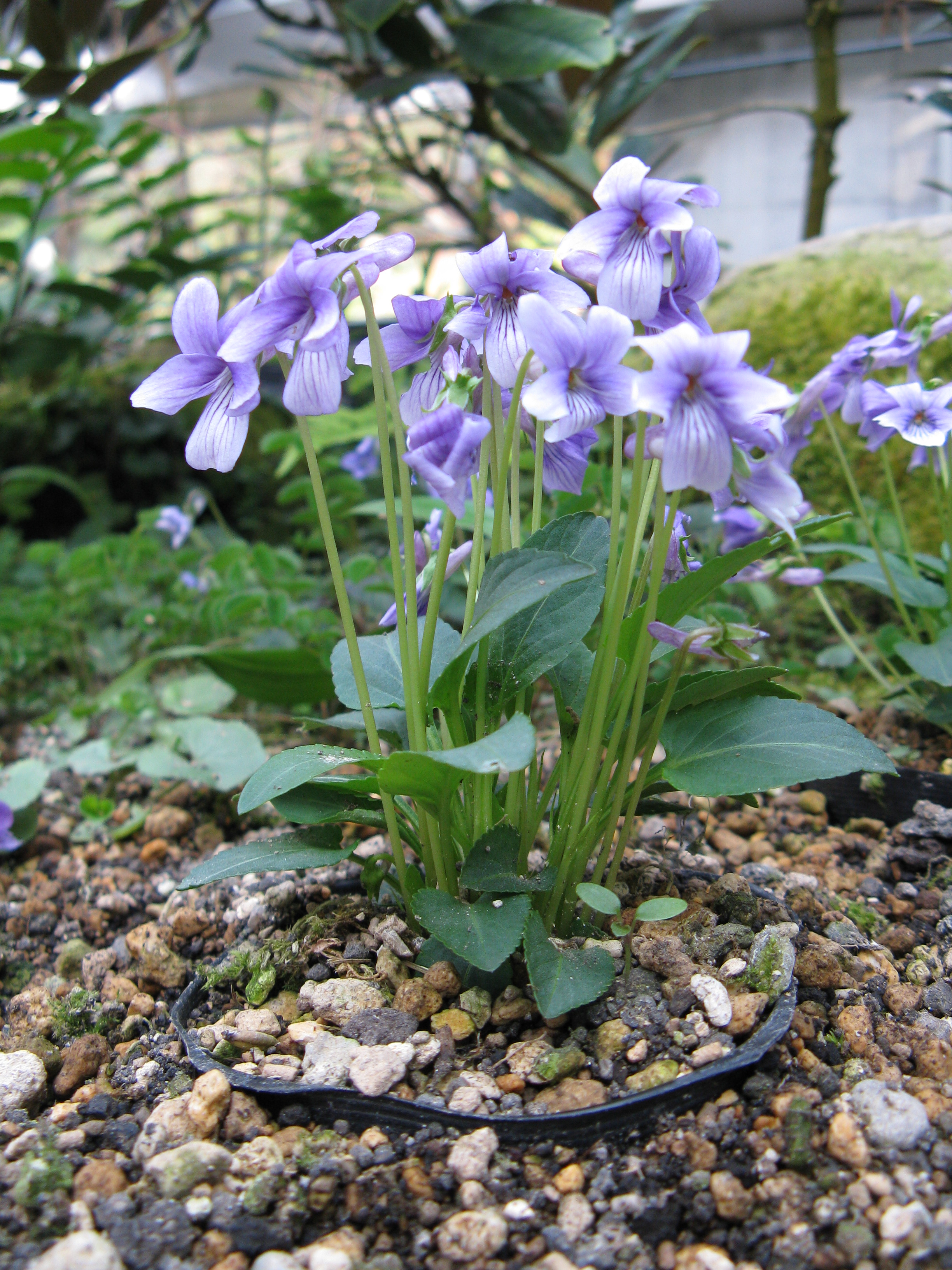